# برندا ووتون
برندا ووتون (انگلیسی: Brenda Wootton؛ ۱۰ فوریه ۱۹۲۸ – ۱۱ مارس ۱۹۹۴) یک خواننده بود.